# PRIDE.14
PRIDE.14（プライド・フォーティーン）は、日本の総合格闘技イベント「PRIDE」の大会の一つ。2001年（平成13年）5月27日、神奈川県横浜市の横浜アリーナで開催された。海外PPVでの大会名は、「PRIDE 14: Clash of the Titans」。

## 大会概要
プロレスリング・ノアを退団したばかりの高山善廣がPRIDEに初参戦し、藤田和之と「日本人ヘビー級プロレスラー」対決を行った。試合は藤田が肩固めで高山を失神させ勝利した。
桜庭和志に勝利したヴァンダレイ・シウバに大山峻護が挑むも、シウバの攻撃に対応できずにTKO負けを喫した。
連勝中だったヒース・ヒーリングがビクトー・ベウフォートに敗れ、PRIDE初黒星を喫した。
チャック・リデルがPRIDEに初参戦し、ガイ・メッツァーにKO勝ちを収めた。

## 試合結果
第1試合 PRIDEルール 1R10分、2R・3R5分
○  ニーノ・"エルビス"・シェンブリ vs.  ジョイユ・デ・オリベイラ ×
1R 7:17 腕ひしぎ十字固め
第2試合 PRIDEルール 1R10分、2R・3R5分
○  松井大二郎 vs.  ペレ ×
3R終了 判定3-0
第3試合 PRIDEルール 1R10分、2R・3R5分
○  チャック・リデル vs.  ガイ・メッツァー ×
2R 2:21 KO（右フック）
第4試合 PRIDEルール 1R10分、2R・3R5分
○  ゲーリー・グッドリッジ vs.  ヴァレンタイン・オーフレイム ×
1R 2:39 KO（ギブアップ：グラウンドの膝蹴り）
第5試合 PRIDEルール 1R10分、2R・3R5分
○  ビクトー・ベウフォート vs.  ヒース・ヒーリング ×
3R終了 判定3-0
第6試合 PRIDEルール 1R10分、2R・3R5分
○  ダン・ヘンダーソン vs.  小路晃 ×
3R 3:18 TKO（レフェリーストップ：グラウンドの膝蹴り）
第7試合 PRIDEルール 1R10分、2R・3R5分
○  ヴァンダレイ・シウバ vs.  大山峻護 ×
1R 0:30 TKO（レフェリーストップ：スタンドパンチ連打）
第8試合 PRIDEルール 1R10分、2R・3R5分
○  イゴール・ボブチャンチン vs.  ギルバート・アイブル ×
1R 1:52 スリーパーホールド
第9試合 PRIDEルール 1R10分、2R・3R5分
○  藤田和之 vs.  高山善廣 ×
2R 3:10 TKO（レフェリーストップ：肩固め）